# Льес-Нотр-Дам
Льес-Нотр-Дам (фр. Liesse-Notre-Dame) — коммуна во Франции, находится в регионе Пикардия. Департамент коммуны — Эна. Входит в состав кантона Гиньикур. Округ коммуны — Лан.
Код INSEE коммуны — 02430.

## Население
Население коммуны на 2010 год составляло 1275 человек.
| 1962 | 1968 | 1975 | 1982 | 1990 | 1999 | 2010 |
| ---- | ---- | ---- | ---- | ---- | ---- | ---- |
| 1316 | 1396 | 1326 | 1464 | 1395 | 1327 | 1275 |

## Экономика
В 2010 году среди 802 человек трудоспособного возраста (15—64 лет) 580 были экономически активными, 222 — неактивными (показатель активности — 72,3 %, в 1999 году было 72,0 %). Из 580 активных жителей работали 509 человек (264 мужчины и 245 женщин), безработных было 71 (32 мужчины и 39 женщин). Среди 222 неактивных 56 человек были учениками или студентами, 76 — пенсионерами, 90 были неактивными по другим причинам.